# Isothermie
Mit Isothermie (gr: ἴσος ísos „gleich“; θερμός thermós „warm“)  wird allgemein eine zeitliche oder eine räumliche Konstanz der Temperatur bezeichnet. 
Ein Beispiel für zeitliche Isothermie ist die geringe Schwankung der Körperkerntemperatur homoiothermer Lebewesen. Die geringe Amplitude der Temperatur im Klimadiagramm äquatornaher Orte wird ebenfalls mit Isothermie bezeichnet, wobei insbesondere von den großen täglichen Schwankungen abgesehen wird. Man spricht von einer isothermen Zustandsänderung, wenn dabei die Temperatur konstant gehalten wird.
Das Vorliegen eines geringen räumlichen Temperaturgradienten wird ebenfalls als Isothermie bezeichnet. Insbesondere heißt eine Linie oder Fläche in einem zwei- bzw. dreidimensionalen Temperaturfeld, auf der die Temperatur konstant ist, eine Isotherme.